# Ismael Sarmiento
José Ismael Sarmiento Riaño (Cómbita, Boyacá, 15 de julio de 1973) es un exciclista colombiano, profesional entre 1997 y 1998.

## Palmarés
1995
- 2.º en la Vuelta a Guatemala

1996
- 2.º en la Vuelta a Guatemala

1998
- Vuelta a Guatemala más una etapa
- Vuelta Higuito, Costa Rica
- Doble Copacabana Grand Prix Fides, Bolivia

2000
- Doble Copacabana Grand Prix Fides, Bolivia

2001
- 2.º en el Campeonato de Colombia en Ruta
- Vuelta a Cundinamarca
- 2.º en la Vuelta a Guatemala

2002
- 2.º en Campeonato Panamericano de Ciclismo en Ruta, Elite
- Clásica Nacional Ciudad de Anapoima más una etapa

2003
- Clásica de Fusagasugá
- 2.º en GP Mundo Ciclistico
- Clásica Nacional Ciudad de Anapoima más una etapa

2004
- 2.º en la Vuelta a Boyacá
- Una etapa de la Vuelta a Colombia

2005
- Vuelta a Boyacá

2006
- Dos etapas del Clásico RCN

2007
- Una etapa del Clásico RCN

2009
- 2.º en el Tour de Guadalupe más una etapa en CRE
- 2.º en la Vuelta a Guatemala

## Equipos
- Pony Malta - Avianca (1995-1996)
- Todos por Boyacá - Lotería de Boyacá (1997)
- Lotería de Boyacá – Año 2000 Nueva Historia (1998)
- Lotería de Boyacá - Apuestas Chiquinquirá (1999)
- Lotería de Boyacá  (2000)
- Club San Fernando - Leche Boy (2000) - De 18-11 hasta 28-11
- Lotería de Boyacá (2001-2004)
- EBSA - Indeportes Boyacá (2013)
- Boyacá se atreve - Liciboy (2014)